# Coupe d'Europe hivernale des lancers 2013
Navigation
Édition précédente Édition suivante
La 13e édition de la Coupe d'Europe hivernale des lancers se déroule les 16 mars et 17 mars 2013 à Castellón de la Plana en Espagne.

## Résultats

### Senior

#### Hommes
| Épreuves          | Or                           | Argent                         | Bronze                 |
| Lancer du poids   | Borja Vivas 20,00 m          | Georgi Ivanov 19,68 m          | Andriy Semenov 19,55 m |
| Lancer du disque  | Daniel Jasinski 64,69 m (PB) | Virgilijus Alekna 64,66 m (SB) | Erik Cadée 64,38 m     |
| Lancer du javelot | Zigismunds Sirmais 82,51 m   | Thomas Röhler 81,87 m          | Risto Mätas 79,10 m    |
| Lancer du marteau | Krisztián Pars 77,24 m       | Pavel Kryvitski 75,89 m        | Pawel Fajdek 75,52 m   |

#### Femmes
| Épreuves          | Or                            | Argent                       | Bronze                    |
| Lancer du poids   | Yevgeniya Kolodko 19,04 m     | Alena Kopets 18,18 m         | Irina Tarasova 17,98 m    |
| Lancer du disque  | Nadine Müller 66,69 m (SB)    | Mélina Robert-Michon 61,26 m | Dragana Tomašević 61,12 m |
| Lancer du javelot | Mariya Abakumova 69,34 m (CR) | Vira Rebryk 63,42 m (SB)     | Linda Stahl 61,97 m       |
| Lancer du marteau | Zalina Marghieva 71,98 m      | Tatyana Lysenko 71,54 m      | Kathrin Klaas 71,07 m     |

### Espoirs

#### Hommes
| Épreuves          | Or                          | Argent                         | Bronze                     |
| Lancer du poids   | Daniel Ståhl 18,63 m        | Danijel Furtula 18,18 m (PB)   | Maksim Afonin 18,00 m      |
| Lancer du disque  | Danijel Furtula 62,10 m     | Mykyta Nesterenko 61,66 m (SB) | Eduardo Albertazzi 60,69 m |
| Lancer du javelot | Valeriy Iordan 82,89 m (CR) | Oleksandr Nychyporchuk 75,93 m | Dejan Mileusnic 74,43 m    |
| Lancer du marteau | Quentin Bigot 71,79 m       | Ákos Hudi 70,20 m              | Serghei Marghiev 69,72 m   |

#### Femmes
| Épreuves          | Or                               | Argent                            | Bronze                            |
| Lancer du poids   | Emel Dereli 16,78 m              | Sophie McKenna 16,09 m            | Fabienne Ngoma 15,45 m (PB)       |
| Lancer du disque  | Shanice Craft 60,14 m (SB)       | Irina Rodrigues 58,49 m           | Yuliya Kurylo 56,88 m             |
| Lancer du javelot | Hanna Habina 58,58 m             | Yekaterina Starygina 56,39 m (SB) | Tatsiana Khaladovich 55,74 m (SB) |
| Lancer du marteau | Alexandra Tavernier 66,20 m (SB) | Alyona Shamotina 64,50 m          | Hanna Zinchuk 63,78 m             |

## Classement par équipes

### Senior
| Place | Pays      | Points |
| ----- | --------- | ------ |
| 1     | Allemagne | 4 435  |
| 2     | Russie    | 4 214  |
| 3     | Ukraine   | 4 193  |
| 4     | Espagne   | 4 163  |
| 5     | Estonie   | 4 043  |
| 6     | Italie    | 4 020  |

| Place | Pays               | Points |
| ----- | ------------------ | ------ |
| 1     | Russie             | 4 528  |
| 2     | Espagne            | 4 138  |
| 3     | France             | 4 066  |
| 4     | Ukraine            | 3 984  |
| 5     | République tchèque | 3 915  |

### Espoirs
| Place | Pays        | Points |
| ----- | ----------- | ------ |
| 1     | Russie      | 4 169  |
| 2     | France      | 4 066  |
| 3     | Ukraine     | 3 980  |
| 4     | Italie      | 3 912  |
| 5     | Hongrie     | 3 896  |
| 6     | Biélorussie | 3 855  |
| 7     | Portugal    | 3 644  |

| Place | Pays     | Points |
| ----- | -------- | ------ |
| 1     | Ukraine  | 3 840  |
| 2     | France   | 3 814  |
| 3     | Russie   | 3 664  |
| 4     | Italie   | 3 570  |
| 5     | Roumanie | 3 409  |
| 6     | Estonie  | 3 402  |